# 伍迪·坎贝尔
伍迪·坎贝尔（英語：Woody Campbell，1925年1月31日—2004年11月），加拿大男子篮球运动员。他曾代表加拿大获得1952年夏季奥运会男子篮球比赛第十三名。他于2004年在安大略省蒂尔森堡去世。